# Zerkanie
Zerkanie – metoda pozwalająca na obserwacje obiektów o niewielkiej jasności na niebie. Polega ona na patrzeniu na obserwowany obiekt nie bezpośrednio, ale tuż obok niego, tak że nie znajduje się on w centrum pola widzenia.
Sposób ten wykorzystuje fakt, że najwrażliwsza na promieniowanie część siatkówki leży poza jej centrum. Odpowiedzialne za dzienne widzenie czopki są najgęściej rozmieszczone w centrum oka, natomiast bardziej czułe na światło, ale z kolei nie rozróżniające barw pręciki otaczają centralne pole siatkówki wypełnione czopkami. To właśnie dzięki większej wrażliwości pręcików na światło, można wykorzystywać zerkanie przy obserwacjach astronomicznych, zarówno okiem nieuzbrojonym, jak i przez teleskop.